# Сокер-Пајане-Казан-Арзје (Белуно)
Сокер-Пајане-Казан-Арзје (итал. Soccher-Paiane-Casan-Arsie) је насеље у Италији у округу Белуно, региону Венето.
Према процени из 2011. у насељу је живело 1371 становника. Насеље се налази на надморској висини од 402 м.